# كونور رايلي-لوي
كونور رايلي-لوي (بالإنجليزية: Connor Riley-Lowe)‏ هو لاعب كرة قدم بريطاني في مركز الدفاع، ولد في 10 يناير 1996 في Paignton ‏ في المملكة المتحدة. لعب مع نادي إكزتر سيتي.

## وصلات خارجية
- كونور رايلي-لوي على موقع قاعدة بيانات كرة القدم.إي يو (الإنجليزية)
- كونور رايلي-لوي على موقع Soccerbase.com (لاعب) (الإنجليزية)
- كونور رايلي-لوي على موقع Soccerway.com (الإنجليزية)